# Информационный взрыв
Информационный взрыв — постоянное увеличение скорости и объёмов публикаций (объёма информации) в масштабах планеты.
Лавинообразное нарастание массы разнообразной информации в современном обществе получило название «информационного взрыва» в 1975 году (Урсул А. Д.). Станислав Лем описал эту проблему и вызываемую ей инфляцию культуры в книге «Сумма технологии» (1964), повторяя позже неоднократно (например, сатирически — в «Перикалипсисе» из сборника «Абсолютная пустота», 1971).
Цивилизационные тренды развития информационного общества характеризуются тем, что в 2002 г. человечеством было произведено информации 18∙1018 байт (18 Эксабайт). За пять предыдущих лет человечеством было произведено информации больше, чем за всю предшествующую историю. Объём информации в мире возрастает ежегодно на 30 %. В среднем на человека в год в мире производится 2,5∙108 байт.
Современная революция в информационных технологиях характеризуется тем, что на 7 млрд человек приходится 6 млрд телефонов (данные компании «Ericsson», 2012), 6 млрд телевизионных установок («Guinnes Today», 2012), 2 млрд компьютеров («Gartner», 2012), 2,3 млрд интернет-пользователей («Internet World Stats», 2012).

## Бумажные носители

### Научные журналы
В 1950—1970 годы действительно наблюдался громадный рост научных публикаций. Однако в XXI веке многие научные направления утратили государственную поддержку в таких «научных державах», как США. В результате количество публикаций резко уменьшилось, а некоторые журналы перестали издаваться.

## Электронные носители
В сфере электронных коммуникаций в самом конце XX века возник взрывообразный рост разнообразных частных публикаций во Всемирной сети. Количество блогов удваивается каждые 6 месяцев.
По статистике, объём цифровой информации удваивается каждые восемнадцать месяцев. По большей части (до 95 %) этот поток состоит из неструктурированных данных (лишь 5 % составляют различные базы данных — тем или иным образом структурированная информация).
Вики-коллаборативные порталы. Количество статей в них растёт экспоненциально.

## Исследования вопроса
Развиваются: методология и статистика измерений в обществе информации и информационных нагрузок, регламентация федеральным законодательством безопасного содержания информации.
- Закон Меткалфа

Информационный взрыв таит в себе не меньшую опасность, чем демографический. По Мальтусу, человечество как производитель отстаёт от себя же как потребителя, то есть речь идёт о соотношении совокупной биологической массы и совокупного экономического продукта человечества. Но в состязании с самим собой у человечества всё же гораздо лучшие шансы, чем у индивида в состязании со всем человечеством. Как выясняется к началу третьего тысячелетия, основные ресурсы общества — не промышленные или сельскохозяйственные, но информационные. Если материальное производство человечества отстаёт от его же материальных потребностей, то ещё более отстаёт информационное потребление индивида от информационного производства человечества. Это кризис не перенаселённости, а недопонимания, кризис родовой идентичности. Человечество может себя прокормить — но может ли оно себя понять, охватить разумом индивида то, что создано видовым разумом? Хватит ли человеку биологически отмеренного срока жизни, чтобы стать человеком?
— М. Н. Эпштейн, "Информационный взрыв и травма постмодерна"